# Tronchoy (Somme)
Pour les articles homonymes, voir Tronchoy.
Tronchoy est une ancienne commune française située dans le département de la Somme et la région Hauts-de-France. Elle est associée à la commune d'Hornoy-le-Bourg depuis 1972.

## Géographie
Le village est traversé par la route D189.
Jusqu'en 1972, Bezencourt et Boulainvillers étaient des hameaux de la commune de Tronchoy.

## Histoire
Le 1er juillet 1972, la commune de Tronchoy, avec ses écarts de Bezencourt et Boulainvillers, est rattachée sous le régime de la fusion-association à celle d'Hornoy qui devient Hornoy-le-Bourg.

## Politique et administration
| Période                                  | Période  | Identité        | Étiquette | Qualité |
| ---------------------------------------- | -------- | --------------- | --------- | ------- |
|                                          | En cours | Céline Sinoquet | EXG       |         |
| Les données manquantes sont à compléter. |          |                 |           |         |

## Démographie
| 1793 | 1800 | 1806 | 1821 | 1831 | 1836 | 1841 | 1846 | 1851 |
| ---- | ---- | ---- | ---- | ---- | ---- | ---- | ---- | ---- |
| 710  | 701  | 719  | 665  | 613  | 604  | 583  | 586  | 570  |

| 1856 | 1861 | 1866 | 1872 | 1876 | 1881 | 1886 | 1891 | 1896 |
| ---- | ---- | ---- | ---- | ---- | ---- | ---- | ---- | ---- |
| 532  | 501  | 510  | 481  | 445  | 419  | 398  | 382  | 337  |

| 1901 | 1906 | 1911 | 1921 | 1926 | 1931 | 1936 | 1946 | 1954 |
| ---- | ---- | ---- | ---- | ---- | ---- | ---- | ---- | ---- |
| 300  | 307  | 289  | 275  | 291  | 277  | 267  | 258  | 263  |

| 1962 | 1968 | - | - | - | - | - | - | - |
| ---- | ---- | - | - | - | - | - | - | - |
| 220  | 226  | - | - | - | - | - | - | - |

## Lieux et monuments
- Église paroissiale du XVIe siècle, en pierre avec de nombreuses reprises en brique ;
- Chapelle dédiée à Notre-Dame-du-Bon-Secours. Un obus l'a mise à terre en 1940, elle est reconstruite après la guerre par son propriétaire[4] ;
- Château de Bezencourt, construit en brique et pierre au début du XVIIIe siècle ;
- Église de Bezencourt ;
- Monument commémoratif et musée de la bataille de juin 1940, à Bezencourt ;

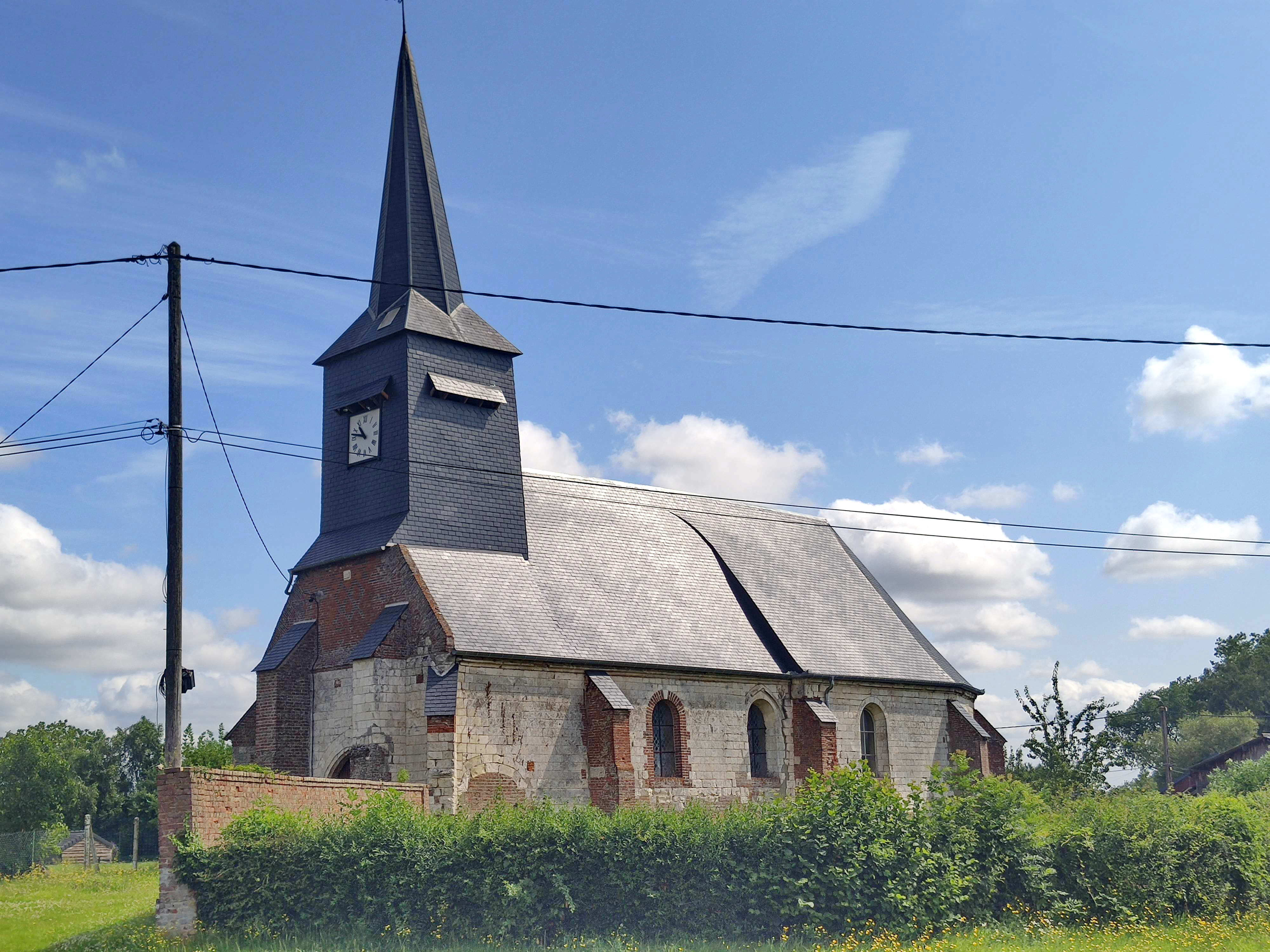
L'église Notre-Dame-du-Bon-Secours.
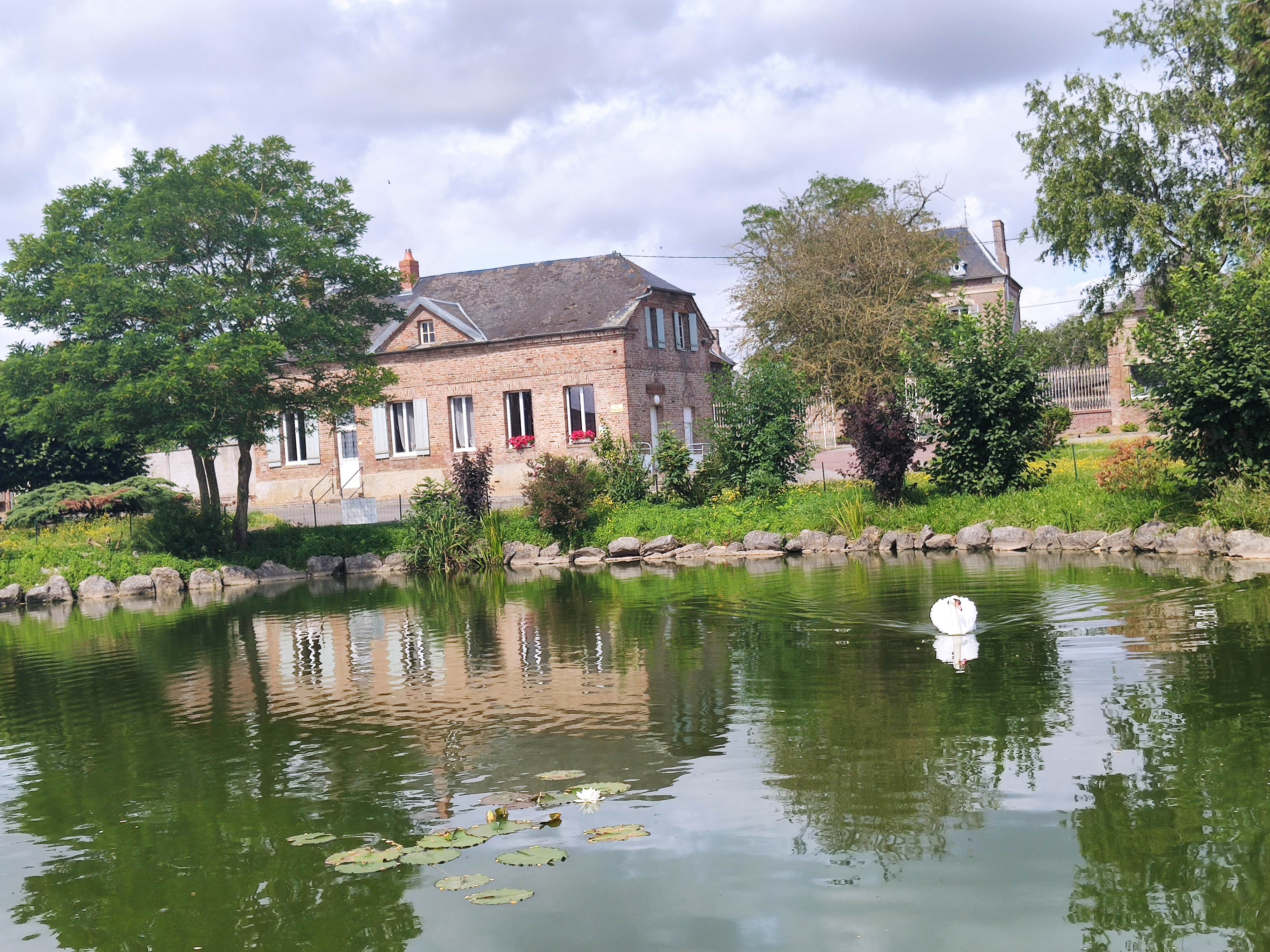
La mare.
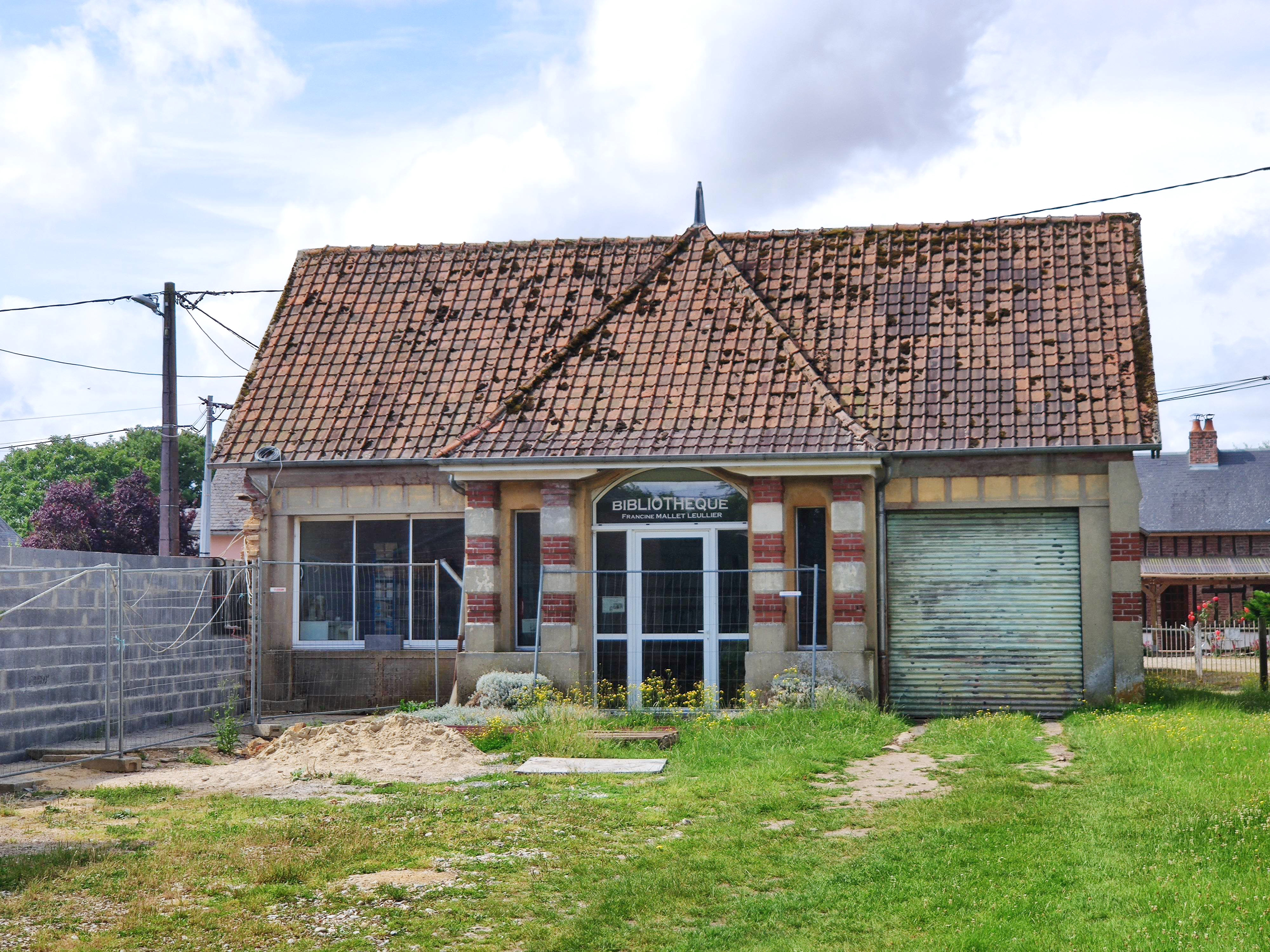
La bibliothèque.
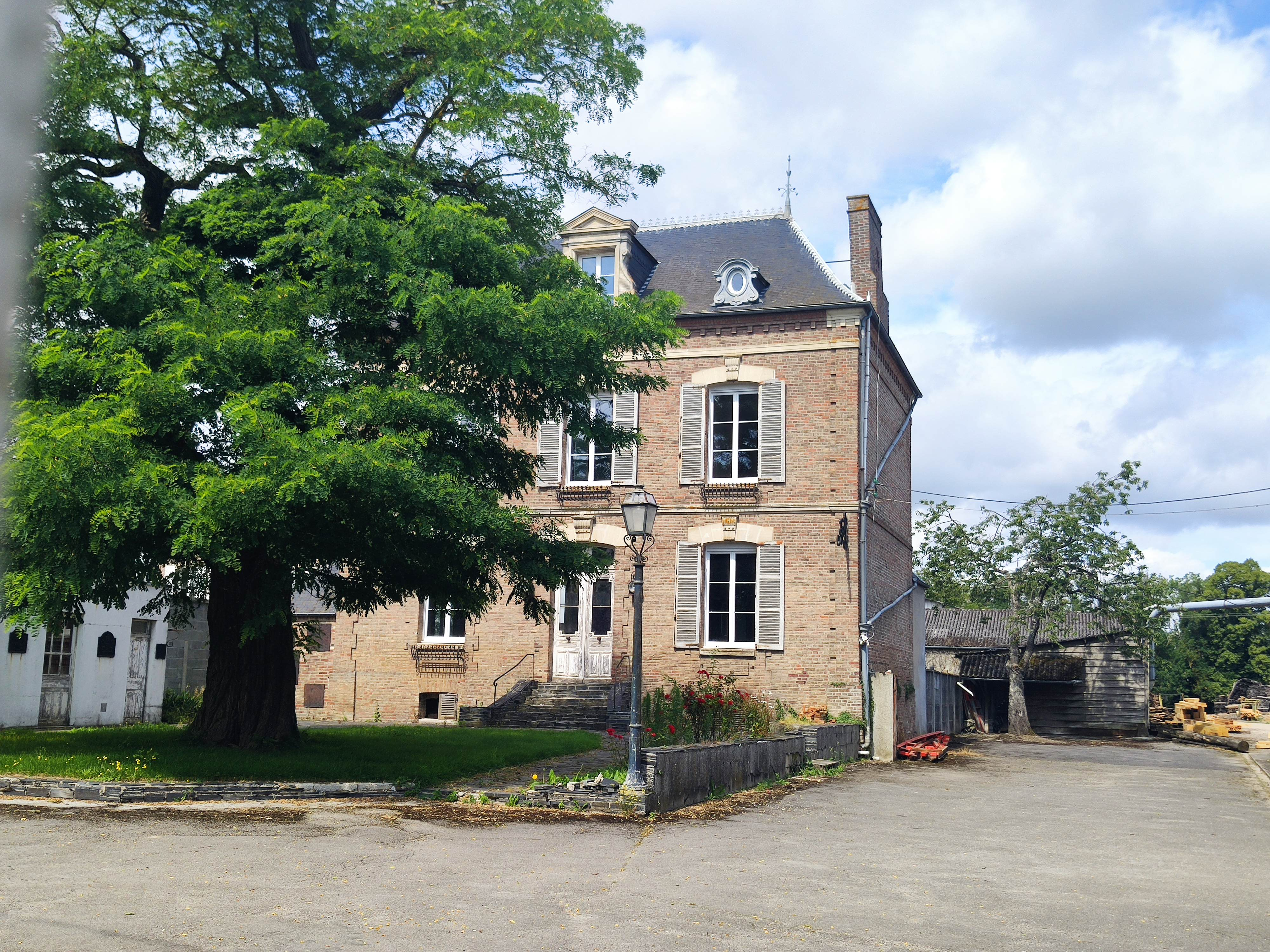
Architecture locale.